# Ester Sahlin
Ester Gunhild Sahlin, född 5 augusti 1881 i Västra Sallerups församling, död 20 april 1959 i Stockholm, var en svensk skådespelare.

## Biografi
Ester Sahlin var dotter till färgeriägaren Carl Petter Sahlin (död 1902) och Maria Persson och yngre syster till Albert Sahlin, Emil Sahlin samt halvsyster till Carl Sahlin.
Tillsammans med författaren Nils Döven Selander, journalisten John Hertz, konstnären Birger Palme, musikern David Lundahl och några andra ingick Sahlin i kretsen kring Ivar Arosenius, Ole Kruse och Gerhard Henning som hösten 1901 bildade något av ett konstnärskotteri i Göteborg. Arosenius blev häftigt förälskad i henne. För en tid var hon och deras relation ett ständigt återkommande motiv i hans konst. Hon bröt 1903 definitivt förbindelsen och började en skådespelarkarriär, 1903–1905 som anställd vid Julia Håkanssons och Tore Svennbergs resande teatersällskap och 1905–1906 vid Julia Håkanssons teater. År 1909 fick hon engagemang vid Albert Ranfts teaterimperium i Stockholm, där hon först var verksam vid Vasateatern och Svenska teatern och gjorde flera uppmärksammade roller, bland annat inom komedifacket. Efter Ranfts ekonomiska krasch 1925 var hon 1926–1928 verksam vid Oscarsteatern och 1929–1932 anställd vid Radiotjänsts första fasta skådespelarensemble vilket gjorde henne känd för en bredare allmänhet. 
Hon var 1910–1922 gift med direktör Erik Killander och från 1928 till sin död var hon gift med generalkonsul Thorsten Lundgren.
Ester Sahlin är begravd på Norra begravningsplatsen utanför Stockholm.

## Teater

### Roller (ej komplett)
| År   | Roll                   | Produktion                                                      | Regi                     | Teater                     |
| ---- | ---------------------- | --------------------------------------------------------------- | ------------------------ | -------------------------- |
| 1910 |                        | Var bor hon då? Jean Kren och Victor Hollaender                 |                          | Södra Teatern              |
| 1910 | Louise Ternin          | Utan inbjudningskort Tristan Bernard                            | Knut Nyblom              | Vasateatern                |
| 1911 | Bobby Lane             | Alias Jimmy Valentine Paul Armstrong                            | Knut Nyblom              | Vasateatern                |
| 1911 | Double-Blanc           | Coralie och Co Maurice Hennequin och Albin Valabrègue           | Knut Nyblom              | Vasateatern                |
| 1911 | Tyra Ehn               | Silkesstrumpan Algot Sandberg                                   | Knut Nyblom              | Vasateatern                |
| 1911 | Elsie Brewster         | Den starkaste Clyde Fitch                                       | Gunnar Klintberg         | Svenska teatern, Stockholm |
| 1912 | Fanny Stål             | Leda och svanen Algot Sandberg                                  | Knut Nyblom              | Vasateatern                |
| 1914 | Signe Svanevit         | Svanevit August Strindberg                                      | Victor Castegren         | Svenska teatern, Stockholm |
| 1915 | Lena                   | Försvarsadvokaten Ferenc Molnár                                 | Knut Nyblom              | Vasateatern                |
| 1916 | Grefvinnan de Beaurien | Annonsera! Roi Cooper Megrue och Walter Hackett                 | Knut Nyblom              | Vasateatern                |
| 1916 | Francine Leroy         | Krigsäran Maurice Hennequin                                     | Knut Nyblom              | Vasateatern                |
| 1916 | Annie Scott            | Lilla tuttenuttan Anthony L. Ellis                              | Knut Nyblom              | Vasateatern                |
| 1917 | Boriska Pollak         | Efter skilsmässan Algot Sandberg                                | Knut Nyblom              | Vasateatern                |
| 1917 | Virigina               | Diamanten Horace Hedges och Wigney Percyval                     | Knut Nyblom              | Vasateatern                |
| 1917 | Maude Fulton           | Fru Carolines friare Somerset Maugham                           | Knut Nyblom              | Vasateatern                |
| 1917 | Emilie Delmar          | Lilla yrhättan H. M. Harwood                                    | Knut Nyblom              | Vasateatern                |
| 1917 | Pricken                | Dollarmiljonen Anders Eje                                       | Knut Nyblom              | Vasateatern                |
| 1917 | Karin Söderström       | En piga bland pigor Ernst Fastbom                               | Ernst Fastbom            | Vasateatern                |
| 1918 | Thora                  | Jag gifta mig - aldrig! Ernst Fastbom                           | Ernst Fastbom            | Vasateatern                |
| 1920 |                        | Rena rama sanningen James H. Montgomery                         | Knut Nyblom              | Vasateatern                |
| 1921 | Blanche                | Gröna hissen Avery Hopwood                                      | Nils Johannisson         | Vasateatern                |
| 1921 | Mademoiselle Juliette  | En fransysk visit Reginald Berkeley                             | Nils Johannisson         | Vasateatern                |
| 1921 |                        | Dansflugan Marcel Gerbidon och Paul Armont                      | Knut Nyblom              | Vasateatern                |
| 1921 | Grefvinnan de Beaurien | Annonsera! Roi Cooper Megrue och Walter Hackett                 | Knut Nyblom              | Vasateatern                |
| 1922 | Camila                 | Varulven Angelo Cana                                            | Knut Nyblom              | Vasateatern                |
| 1923 |                        | Det stängda paradiset Maurice Hennequin och Romain Coolus       | Knut Nyblom              | Vasateatern                |
| 1923 | Roxane                 | Lilla modellen Rudolf Eger                                      | Gunnar Klintberg         | Svenska Teatern            |
| 1923 |                        | En herre i frack André Picard                                   | Nils Johannisson         | Svenska teatern            |
| 1924 |                        | Min sällskapsdam André Picard                                   | Knut Nyblom              | Vasateatern                |
| 1924 |                        | På hal is Franz Arnold och Ernst Bach                           | Knut Nyblom              | Vasateatern                |
| 1924 |                        | Krokodilen Karl Strecker                                        | Knut Nyblom              | Vasateatern                |
| 1924 |                        | Trettio dagar Augustus Thomas                                   | Ragnar Widestedt         | Vasateatern                |
| 1924 | Frun                   | Vår lilla fru Avery Hopwood                                     | Ragnar Widestedt         | Vasateatern                |
| 1925 |                        | Kvitt eller dubbelt Theophilus Charlton                         | Knut Nyblom              | Vasateatern                |
| 1925 | Ginette                | Herrn som kommer klockan 5 Maurice Hennequin och Pierre Veber   | Knut Nyblom Albert Ranft | Svenska teatern            |
| 1926 | Katja von Battwyhl     | Dollar Hjalmar Bergman                                          | John W. Brunius          | Oscarsteatern              |
| 1926 | Sofia Gladlynt         | Svenska Sprätthöken Carl Gyllenborg                             | Rune Carlsten            | Oscarsteatern              |
| 1926 |                        | Sanningens pärla Zacharias Topelius                             | Rune Carlsten            | Oscarsteatern              |
| 1927 | Joan                   | Hennes sista bedrift Frederick Lonsdale                         | Pauline Brunius          | Oscarsteatern              |
| 1927 | Karen Tygesen          | Geografi och kärlek Bjørnstjerne Bjørnson                       | John W. Brunius          | Oscarsteatern              |
| 1927 | Magda Kramsen          | Advokaten Bolbec och hennes man Georges Berr och Louis Verneuil | Pauline Brunius          | Oscarsteatern              |
| 1927 |                        | Den första av herrarna Yves Mirande och André Mouézy-Éon        | Gösta Ekman              | Oscarsteatern              |
| 1928 | Blanche                | Gröna hissen Avery Hopwood                                      | Gösta Ekman              | Oscarsteatern              |
| 1928 | Fru Schröderheim       | Gustaf III August Strindberg                                    | Rune Carlsten            | Oscarsteatern              |
| 1928 | Proserpine Garnett     | Candida George Bernard Shaw                                     | Gösta Ekman              | Oscarsteatern              |
| 1928 | Signe                  | Alexander den Store Gustav Esmann                               |                          | Oscarsteatern              |
| 1929 | Hotellstäderskan       | Hotell Pompadour Walter Hackett                                 | Harry Roeck-Hansen       | Blancheteatern             |
| 1932 | Blanche                | Gröna hissen Avery Hopwood                                      | Gösta Ekman              | Vasateatern                |